# Hodgson River
Hodgson River är ett vattendrag i Australien. Det ligger i territoriet Northern Territory, omkring 480 kilometer sydost om territoriets huvudstad Darwin.
Omgivningarna runt Hodgson River är i huvudsak ett öppet busklandskap. Trakten runt Hodgson River är nära nog obefolkad, med mindre än två invånare per kvadratkilometer. Genomsnittlig årsnederbörd är 981 millimeter. Den regnigaste månaden är mars, med i genomsnitt 244 mm nederbörd, och den torraste är augusti, med 1 mm nederbörd.